# دانشکده فنی دانشگاه آزاد اسلامی تهران مرکزی
دانشکده فنی و مهندسی دانشگاه آزاد اسلامی واحد تهران مرکزی، اولین دانشکده مصوب دانشگاه و در حال حاضر بزرگترین دانشکده زیر مجموعه دانشگاه میباشد و در تمام مقاطع  کارشناسی و کارشناسی ارشد و دکتری تخصصی دانشجو می‌پذیرد. این دانشکده در مجتمع هاشمی رفسنجانی در پونک قرار دارد.
وبسایت رسمی دانشکده https://ctb.iau.ir/eng/fa می باشد.

## روسای دانشکده
به ترتیب:
۱- دکتر دانشمند
۲- دکتر جلیلیان
۳- مهندس تجلیل
۴- دکتر پازوکی
۵- دکتر مستقیم
۶- دکتر مهدیزاده
۷- دکتر هدایتی
۸- دکتر حاجی کندی
۹- مهندس تجلیل
۱۰- دکتر طباطبایی
۱۱- دکتر افتخاری
۱۲- دکتر ترابیان
۱۳- دکتر رشیدی 
۱۴- دکتر ادهمی
۱۵- دکتر افتخاری
۱۶- دکتر جهانشاهی
۱۷- دکتر دانا
۱۸- دکتر مهبادی (در حال حاضر)

## انجمنهای دانشکده
این دانشکده دارای ۴۹ انجمن علمی و ادبی است که از جمله انجمنهای علمی فعال آن می‌توان به انجمن علمی برق، کامپیوتر، شیمی، مکانیک و عمران و همچنین انجمنهای ادبی ترنم اشاره کرد که زیر نظر کمیسیون مرکزی انجمنهای علمی، ادبی وهنری سازمان مرکزی فعالیت می‌کنند. البته کانون‌های دانشجویی نیز در این دانشکده وجود دارند که به علت اینکه زیر نظر دفتر فرهنگ فعالیت می‌کنند و دارای بودجه خاصی نیستند بیشتر کارهای تجاری انجام می‌دهند و برای برنامه هایشان با موسسات دیگر قرارداد می‌بندند که از جمله آنها می‌توان به کانون دانشجویی حیان و کانون تعالی اشاره کرد. فعالیت‌های پژوهشی و تولید علم نیز در این دانشکده بیشتر از جانب اساتید و دانشجویان و انجمنهای علمی پی ریزی و دنبال می‌شود و توسط شاخه دانشجویی IEEE (انجمن مهندسین برق و الکترونیک) حمایت و به ثبت جهانی می‌رسد. شاخه دانشجویی IEEE را نیز در این دانشکده می‌توان از بهترین شاخه‌های دانشجویی IEEE Iran Section در منطقه ۸ دانست. این دانشکده دارای آزمایشگاه‌ها و کارگاه‌های مجهز می‌باشد.

## گروه های دانشکده
- مهندسی برق
- مهندسی پزشکی
- مهندسی کامپیوتر و مهندسی فناوری اطلاعات
- مهندسی صنایع
- مهندسی هسته‌ای
- مهندسی شیمی و مهندسی پلیمر
- مهندسی مکانیک، مهندسی هوافضا، مهندسی مکاترونیک، مهندسی ساخت و تولید و مهندسی ورزش
- مهندسی عمران، مهندسی نقشه برداری و علوم و مهندسی آب
- مهندسی نفت، مهندسی مواد و متالورژی، مهندسی معدن و مهندسی نساجی
- علوم و مهندسی محیط زیست، مهندسی محیط زیست، مهندسی طراحی محیط زیست، مهندسی HSE، مهندسی ایمنی صنعتی، مهندسی انرژی و مهندسی انرژی های تجدیدپذیر
- علوم و مهندسی صنایع غذایی

## مقاطع تحصیلی دانشکده
- مهندسی برق (کارشناسی، ارشد و دکتری)
- مهندسی پزشکی (کارشناسی، ارشد و دکتری)
- مهندسی کامپیوتر (کارشناسی، ارشد و دکتری)
- مهندسی هسته‌ای (کارشناسی، ارشد و دکتری)
- مهندسی عمران (کارشناسی، ارشد و دکتری)
- مهندسی مکانیک (کارشناسی، ارشد و دکتری)
- مهندسی صنایع (کارشناسی، ارشد و دکتری)
- مهندسی شیمی (کارشناسی، ارشد و دکتری)
- مهندسی نفت (کارشناسی و ارشد)
- مهندسی معدن (کارشناسی و ارشد)
- مهندسی مواد و متالورژی (کارشناسی و ارشد)
- مهندسی هوافضا (کارشناسی و ارشد)
- مهندسی فناوری اطلاعات (ارشد)
- مهندسی مکاترونیک (ارشد)
- مهندسی انرژی (ارشد)
- مهندسی محیط زیست (ارشد)
- مهندسی پلیمر (کارشناسی)
- مهندسی ساخت و تولید (کارشناسی)
- مهندسی نساجی (کارشناسی)
- مهندسی ورزش (کارشناسی)
- مهندسی نقشه برداری (کارشناسی)
- مهندسی ایمنی صنعتی (کارشناسی)
- علوم و مهندسی آب (کارشناسی)
- علوم و مهندسی محیط زیست (کارشناسی)
- علوم و مهندسی صنایع غذایی (کارشناسی)

## رشته‌های تحصیلی
این دانشکده کاردانی پیوسته و ناپیوسته ندارد و در کارشناسی ناپیوسته به تعداد محدود دانشجو می پذیرد. سایر رشته ها با عنوان مهندسی (فیزیک مهندسی، زمین شناسی مهندسی، مهندسی ژنتیک، مهندسی اپتیک و لیزر، مهندسی معماری، مهندسی شهرسازی، مهندسی مالی و ...) در دانشکده های دیگر ارائه می شوند. از ابتدای سال تحصیلی ۱۳۹۶ تمامی گرایش ها از مقطع کارشناسی پیوسته حذف شده است.
| کارشناسی پیوسته |
| --- |
| - مهندسی برق - مهندسی پزشکی - مهندسی کامپیوتر - مهندسی عمران - مهندسی مکانیک - مهندسی هوافضا - مهندسی صنایع - مهندسی شیمی - مهندسی پلیمر - مهندسی نفت - مهندسی هسته‌ای - مهندسی مواد و متالورژی - مهندسی ساخت و تولید - مهندسی معدن - مهندسی نساجی - مهندسی ورزش - مهندسی نقشه برداری - مهندسی ایمنی صنعتی - علوم و مهندسی آب - علوم و مهندسی محیط زیست - علوم و مهندسی صنایع غذایی |

| کارشناسی ارشد ناپیوسته |
| --- |
| - مهندسی برق (افزاره‌های میکرو نانو الکترونیک - سیستم‌های الکترونیک دیجیتال - مدارهای مجتمع الکترونیک - الکترونیک قدرت و ماشین‌های الکتریکی - برنامه‌ریزی و مدیریت سیستم‌های انرژی الکتریکی - سامانه‌های برقی حمل و نقل - سیستم‌های قدرت - شبکه‌های مخابراتی - مخابرات امن و رمزنگاری - مخابرات سیستم - مخابرات میدان و موج - مخابرات نوری - کنترل) - مهندسی پزشکی (بیوالکتریک - بیومکانیک - بیومتریال - توانبخشی - بافت) - مهندسی کامپیوتر (معماری سیستمهای کامپیوتری - نرم‌افزار - هوش مصنوعی و رباتیکز - شبکه‌های کامپیوتری) - مهندسی عمران (حمل و نقل - زلزله - ژئوتکنیک - سازه - مهندسی و مدیریت ساخت - مهندسی آب و سازه‌های هیدرولیکی - راه و ترابری - مهندسی سواحل و بنادر و سازه‌های دریایی - مهندسی و مدیریت منابع آب) - مهندسی مکانیک (تبدیل انرژی - ساخت و تولید - طراحی کاربردی) - مهندسی هوافضا (دینامیک - سازه های فضایی) - مهندسی هسته‌ای (مهندسی پرتو پزشکی - مهندسی راکتور) - مهندسی صنایع (مدیریت مهندسی- کیفیت و بهره وری - سیستم های کلان) - مهندسی سیستم‌های انرژی (تکنولوژی‌ انرژی - انرژی و محیط زیست) - مهندسی انرژی های تجدیدپذیر - مهندسی مکاترونیک - مهندسی فناوری اطلاعات (تجارت الکترونیکی) - مهندسی شیمی (بیوتکنولوژی - صنایع غذایی - پلیمر - محیط زیست - طراحی فرآیند - فرآیند های جداسازی) - مهندسی معدن (استخراج مواد معدنی) - مهندسی نفت (اکتشاف - مخازن هیدروکربوری) - مهندسی مواد و متالورژی (خوردگی و حفاظت مواد - جوشکاری) - مهندسی محیط زیست (منابع آب) - مهندسی ایمنی، بهداشت و محیط زیست (HSE) - مهندسی طراحی محیط زیست - علوم و مهندسی محیط زیست (آلودگی محیط زیست) |

| دکتری تخصصی |
| --- |
| - مهندسی برق (الکترونیک - مخابرات - کنترل - قدرت) - مهندسی پزشکی (بیوالکتریک - بیومکانیک - بیومتریال) - مهندسی کامپیوتر (نرم‌افزار - معماری سیستم‌های کامپیوتری - هوش مصنوعی و رباتیکز - شبکه و رایانش) - مهندسی عمران (سازه - زلزله - ژئوتکنیک - حمل و نقل - مهندسی و مدیریت ساخت - مهندسی و مدیریت منابع آب) - مهندسی مکانیک (طراحی کاربردی - دینامیک، کنترل و ارتعاشات - تبدیل انرژی) - مهندسی هسته‌ای (پرتوپزشکی - انرژی هسته ای) - مهندسی صنایع (بهینه سازی سیستم ها - کیفیت و بهره وری - لجستیک و زنجیره تامین) - مهندسی شیمی (شیمی) |